# The Lords of Salem
 The Lords of Salem (br: As Senhoras de Salem ) é um filme de terror produzido nos Estados Unidos em 2012, escrito e dirigido por Rob Zombie.

## Sinopse
A história se passa em Salem, Massachussets, cidade infame pela perseguição às bruxas na época da inquisição. Heidi (Sheri Moon Zombie) é uma DJ local que recebe um estranho disco de vinil de um grupo autointitulado Os Lordes, contendo uma música desconexa. Após ouvir o disco, ela passa a ter visões sobrenaturais. Com a ajuda do pesquisador Francis Matthias (Bruce Davison) ela descobre que o disco é obra de uma seita de bruxas que querem sua vingança contra os descendentes dos inquisidores.

## Elenco
| Ator/Atriz           | Personagem                                                            |
| -------------------- | --------------------------------------------------------------------- |
| Sheri Moon Zombie    | Heidi Hawthorne                                                       |
| Bruce Davison        | Francis Matthias                                                      |
| Jeff Daniel Phillips | Herman 'Whitey' Salvador                                              |
| Meg Foster           | Margaret Morgan                                                       |
| Ken Foree            | Herman Jackson                                                        |
| Michael Berryman     | Virgil Magnus                                                         |
| Sid Haig             | Dean Magnus                                                           |
| Richard Lynch        | Reverend Hawthorne (Frankenstein and the Witchhunter) (não creditado) |
| Clint Howard         | Carlo (Frankenstein and the Witch Hunter) (não creditado)             |